# Cunimondinghi
I Cunimondinghi (citati anche come Cunimundinghi o Cunemondinghi) erano una delle casate nobiliari di origine longobarda, attestate poi in età carolingia, che dominarono diversi territori delle attuali provincie di Lucca, Pistoia e Massa-Carrara, e gli uffici dell’Arcidiocesi di Lucca e della Diocesi di Luni.

## Storia

### Origine
Il capostipite della famiglia fu Cunimondo citato nelle fonti di archivio tra il 759 e il 785. Un pronipote di Cunimondo fu Teudilascio che fu arcidiacono e cappellano imperiale prima di essere nominato vescovo di Luni tra l'837 e l’867.

### Espansione
Il nome familiare di Cunimondinghi compare tuttavia solo nel X secolo in una carta conservata nell'Archivio Diocesano di Lucca del 3 luglio 939, nella quale Corrado, vescovo di Lucca concede a Gherardo del fu Cunimondo IV parte delle decime della pieve di Santa Maria di Marlia.
La denominazione terra Cunimundingha fu usata per indicare le terre detenute dagli eredi di Cunimondo IV ed è attestata, sempre nel circondario di Marlia, in altre occasioni tra il X e l’XI secolo.
In seguito, l’appellativo non fu più applicato all’intero gruppo parentale che si frazionò in diverse casate attive nel XII secolo e ognuna contrassegnata da una specifica denominazione. Cunimondo IV ebbe infatti quattro figli e da ognuno di essi derivano diverse casate che dominarono varie località della Toscana nord-occidentale.
Dal figlio Rodilando derivano i signori di Villa e di Castelvecchio in Garfagnana; da Gherardo i signori di Uzzano in Valdinievole. Dagli altri due figli nacquero i rami cadetti più longevi: Inghefredo fu padre di Gherardo II, vescovo di Lucca nel 991 che lasciò i suoi beni, arricchiti da quelli di sua moglie Cuniperga, ai figli dello zio Sigifredo; quest'ultimo ebbe due figli: Cunimondo V fu il capostipite dei Suffredinghi, signori della Rocca di Mozzano e di Anchiano, nell'attuale comune di Borgo a Mozzano, e Enrico fu capostipite dei signori di Bozzano (Massarosa) e del Castello Aghinolfi in provincia di Massa.
Le famiglie della media aristocrazia lucchese hanno mantenuto stretti rapporti tra loro e anche con le famiglie di più alto rango già a partire dalla fine del X secolo con matrimoni combinati. Alcuni membri della casa dei Cunimondinghi di Villa e Castelvecchio si legarono in matrimonio ai Nobili di Corvaia; il ramo dei signori di Bozzano e Castel Aghinolfi si legarono con i Rolandinghi e addirittura con i marchesi Obertenghi.

### Declino
Con il nome di Cunimondinghi finì per perpetuarsi solo il ramo dei di Villa e di Castelvecchio, presso il quale era ancora usato nel XIII secolo, seppure nella forma di Colimundo. Ne derivò l’appellativo Collemandina o Collemandrina, con cui è qualificato tutt’oggi il paese di Villa Collemandina, cuore dei possedimenti della casata.
La famiglia feudale decadde con l'indebolimento del potere imperiale e finì inglobata dall'espansione nel contado del comune di Lucca dalla fine del XII secolo.
Entro la fine del XIV secolo, tutte le famiglie feudali della lucchesia avevano lasciato i propri antichi territori nella valle del Serchio e in Versilia per giurare fedeltà alla Repubblica di Lucca, e i loro antichi detentori si erano trasferiti in città cercando di curare i propri interessi economici.

## Genealogia
|                     |                     |                                       |                                       |                    |                       |                        |                               |                                               |                                               |                                     |                                     |
|                     |                     |                                       |                                       |                    |                       |                        | CUNIMONDO 759-785 capostipite |                                               |                                               |                                     |                                     |
|                     |                     |                                       |                                       |                    |                       |                        |                               |                                               |                                               |                                     |                                     |
|                     |                     |                                       |                                       |                    |                       |                        |                               |                                               |                                               |                                     |                                     |
|                     |                     |                                       |                                       |                    |                       |                        | CUNIMONDO II †828             |                                               |                                               |                                     |                                     |
|                     |                     |                                       |                                       |                    |                       |                        |                               |                                               |                                               |                                     |                                     |
|                     |                     |                                       |                                       |                    |                       |                        |                               |                                               |                                               |                                     |                                     |
|                     |                     |                                       |                                       |                    |                       |                        | PERITEO 815-†858              |                                               |                                               |                                     |                                     |
|                     |                     |                                       |                                       |                    |                       |                        |                               |                                               |                                               |                                     |                                     |
|                     |                     |                                       |                                       |                    |                       |                        |                               |                                               |                                               |                                     |                                     |
|                     |                     |                                       |                                       |                    |                       | CUNIMONDO III 835-†883 | CUNIMONDO III 835-†883        | TEUDILASCIO Vescovo di Luni 837-†873          | TEUDILASCIO Vescovo di Luni 837-†873          |                                     |                                     |
|                     |                     |                                       |                                       |                    |                       |                        |                               |                                               |                                               |                                     |                                     |
|                     |                     |                                       |                                       |                    |                       |                        |                               |                                               |                                               |                                     |                                     |
|                     |                     |                                       |                                       |                    | CUNIMONDO IV 874-†919 | CUNIMONDO IV 874-†919  | TEUDILASCIO II 896            | TEUDILASCIO II 896                            |                                               |                                     |                                     |
|                     |                     |                                       |                                       |                    |                       |                        |                               |                                               |                                               |                                     |                                     |
|                     |                     |                                       |                                       |                    |                       |                        |                               |                                               |                                               |                                     |                                     |
| GHERARDO 939-†975   | GHERARDO 939-†975   | RODILANDO 939-†972                    | RODILANDO 939-†972                    |                    |                       | SIGIFREDO 940-†967     | SIGIFREDO 940-†967            |                                               |                                               | INGEFREDO 936-†984                  | INGEFREDO 936-†984                  |
|                     |                     |                                       |                                       |                    |                       |                        |                               |                                               |                                               |                                     |                                     |
|                     |                     |                                       |                                       |                    |                       |                        |                               |                                               |                                               |                                     |                                     |
| Signori di Uzzano · | Signori di Uzzano · | Signori di Villa e di Castelvecchio · | Signori di Villa e di Castelvecchio · | INGHEFREDO II †967 | INGHEFREDO II †967    | CUNIMONDO V 997-†1027  | CUNIMONDO V 997-†1027         | ENRICO 983-†1038                              | ENRICO 983-†1038                              | GHERARDO Vescovo di Lucca 984-†1005 | GHERARDO Vescovo di Lucca 984-†1005 |
|                     |                     |                                       |                                       |                    |                       |                        |                               |                                               |                                               |                                     |                                     |
|                     |                     |                                       |                                       |                    |                       |                        |                               |                                               |                                               |                                     |                                     |
|                     |                     |                                       |                                       |                    |                       | Suffredinghi ·         | Suffredinghi ·                | Signori di Bozzano e del Castello Aghinolfi · | Signori di Bozzano e del Castello Aghinolfi · |                                     |                                     |

Le date specificate da † corrispondono all'attestazione del personaggio come defunto; le date non specificate si riferiscono alla prima e/o ultima attestazione nelle fonti di archivio.
Fonti della genealogia:
- Paolo Tomei, Milites elegantes. Le strutture aristocratiche nel territorio lucchese (800-1100 c.), Firenze, 2019.
- Andrea Castagnetti, I Cunimundinghi di Lucca (secoli VIII-IX), Verona, 2018.